# Dos Montes
Dos Montes es una localidad situada en el municipio de Centro, en el estado de Tabasco, México. Está ubicada a sólo 10 minutos de la capital del estado.

## Demografía
Según el Censo de Población y Vivienda 2020, efectuado por el Instituto Nacional de Estadística y Geografía, la localidad de Dos Montes tiene 1,869 habitantes, de los cuales 907 son del sexo masculino y 962 del sexo femenino. Su tasa de fecundidad es de 1.91 hijos por mujer y tiene 530 viviendas particulares habitadas.
| Gráfica de evolución demográfica de Dos Montes entre 1900 y 2020 |
|                                                                  |
| INEGI.                                                           |

## Urbanismo
Cerca de esta comunidad se encuentra el Parque de Interpretación a la Naturaleza "YUMKÁ", el Aeropuerto Internacional Carlos Rovirosa Pérez y así también el Parque Industrial Aeropuerto Colinas del Norte que por lo tanto está incluida como otra zona estratégica para hacer fraccionamientos de nivel medio hacerlo como el Corredor Parrilla-Playas del Rosario-Pueblo Nuevo de las Raíces.

## Vías de comunicación
A Dos Montes se puede comunicarse por la carretera Villahermosa-Macuspana que ya está a ampliada de 2 a 4 carriles igualmente la carretera de Villahermosa-Teapa-Pichucalco que igualmente lo volverá una zona muy importante. La comunidad está muy cerca de la capital a solo 10 minutos (15 km).

## Comercio y servicios
Debido a la cercanía de Villahermosa del aeropuerto y porque solo está a 10 minutos de la capital del estado ya se establecieron tiendas de conveniencia como OXXO y Extra.